# أشكال خماسيات الأجزاء
أشكال خماسيات الأجزاء أو بق النبات أو بق مسطح أو بق البذور (الاسم العلمي Pentatomomorpha)، تحت رتبة من الحشرات ويتبع رتبة نصفيات الأجنحة.